# Sainte-Blandine (Isère)
Pour les articles homonymes, voir Sainte-Blandine.
Sainte-Blandine est une commune française située dans le département de l'Isère en région Auvergne-Rhône-Alpes.
Située dans la vallée de l'Hien, la commune fut adhérente de l'ancienne commune de la communauté de communes de la Vallée de l'Hien. À la suite d'un regroupement, la commune est rattachée à la nouvelle communauté de communes des Vals du Dauphiné dont le siège est situé à La Tour-du-Pin, sous-préfecture de l'Isère et ville la plus proche.
Ses habitants sont dénommés les Blandinois.

## Géographie

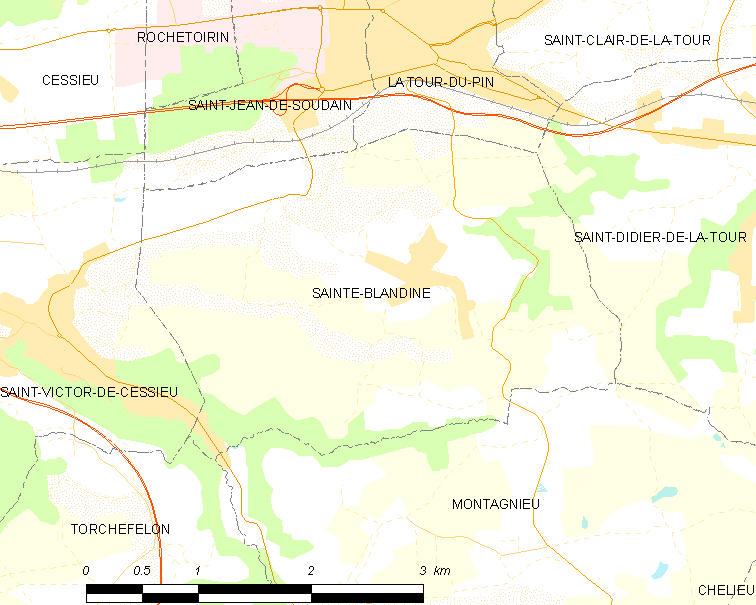
Plan de la commune de Sainte-Blandine et des communes limitrophes

### Situation et description
Sainte-Blandine est une petite commune à vocation nettement rurale, positionnée sur un modeste plateau qui se situe dans la partie septentrionale du département de l'Isère dans la micro région des Terres froides dans la partie septentrionale du département de l'Isère, non loin de l'agglomération de La Tour-du-Pin.

### Géologie
Les moraines des glaciers de l'époque quaternaire déposées sur un bloc molassique ont donné à cette partie au nord-ouest du département de l'Isère un paysage de collines ondulées connues sous le nom de « Terres Froides ».

### Hydrographie
La commune de Sainte-Blandine est bordée à l'extrême sud de son territoire par le ruisseau de l'Hien, un affluent de la Bourbre, d'une longueur de 17,2 km et par le ruisseau de Biève, d'une longueur de 5 km qui conflue avec la rivière précédente au niveau du hameau de la Taillanderie, en limite de la commune voisine de Montagnieu.

### Climat
Pour des articles plus généraux, voir Climat d'Auvergne-Rhône-Alpes et Climat de l'Isère.
En 2010, le climat de la commune est de type climat océanique altéré, selon une étude du Centre national de la recherche scientifique s'appuyant sur une série de données couvrant la période 1971-2000. En 2020, Météo-France publie une typologie des climats de la France métropolitaine dans laquelle la commune est exposée à un climat de montagne ou de marges de montagne et est dans la région climatique  Alpes du nord, caractérisée par une pluviométrie annuelle de 1 200 à 1 500 mm, irrégulièrement répartie en été. 
Pour la période 1971-2000, la température annuelle moyenne est de 10,6 °C, avec une amplitude thermique annuelle de 17,7 °C. Le cumul annuel moyen de précipitations est de 1 052 mm, avec 10 jours de précipitations en janvier et 6,8 jours en juillet. Pour la période 1991-2020, la température moyenne annuelle observée sur la station météorologique de Météo-France la plus proche, « Bourgoin », sur la commune de Bourgoin-Jallieu à 13 km à vol d'oiseau, est de 12,4 °C et le cumul annuel moyen de précipitations est de 844,0 mm,. Pour l'avenir, les paramètres climatiques de la commune estimés pour 2050 selon différents scénarios d'émission de gaz à effet de serre sont consultables sur un site dédié publié par Météo-France en novembre 2022.

### Voies de communication et transport
Le bourg central de la commune et ses principaux hameaux sont situés à l'écart des grandes voies de circulation. Le territoire communal n'est traversé que par une seule route départementale, la RD17 qui relie les communes de La Tour-du-Pin et de Val-de-Virieu.
La gare ferroviaire la plus proche est la gare de La Tour-du-Pin.

## Urbanisme

### Typologie
Au 1er janvier 2024, Sainte-Blandine est catégorisée commune rurale à habitat dispersé, selon la nouvelle grille communale de densité à sept niveaux définie par l'Insee en 2022.
Elle est située hors unité urbaine et hors attraction des villes,.

### Occupation des sols
L'occupation des sols de la commune, telle qu'elle ressort de la base de données européenne d’occupation biophysique des sols Corine Land Cover (CLC), est marquée par l'importance des territoires agricoles (84,9 % en 2018), en diminution par rapport à 1990 (86,9 %). La répartition détaillée en 2018 est la suivante : 
terres arables (46,6 %), zones agricoles hétérogènes (38,2 %), forêts (9,1 %), zones urbanisées (6 %), prairies (0,1 %). L'évolution de l’occupation des sols de la commune et de ses infrastructures peut être observée sur les différentes représentations cartographiques du territoire : la carte de Cassini (XVIIIe siècle), la carte d'état-major (1820-1866) et les cartes ou photos aériennes de l'IGN pour la période actuelle (1950 à aujourd'hui).

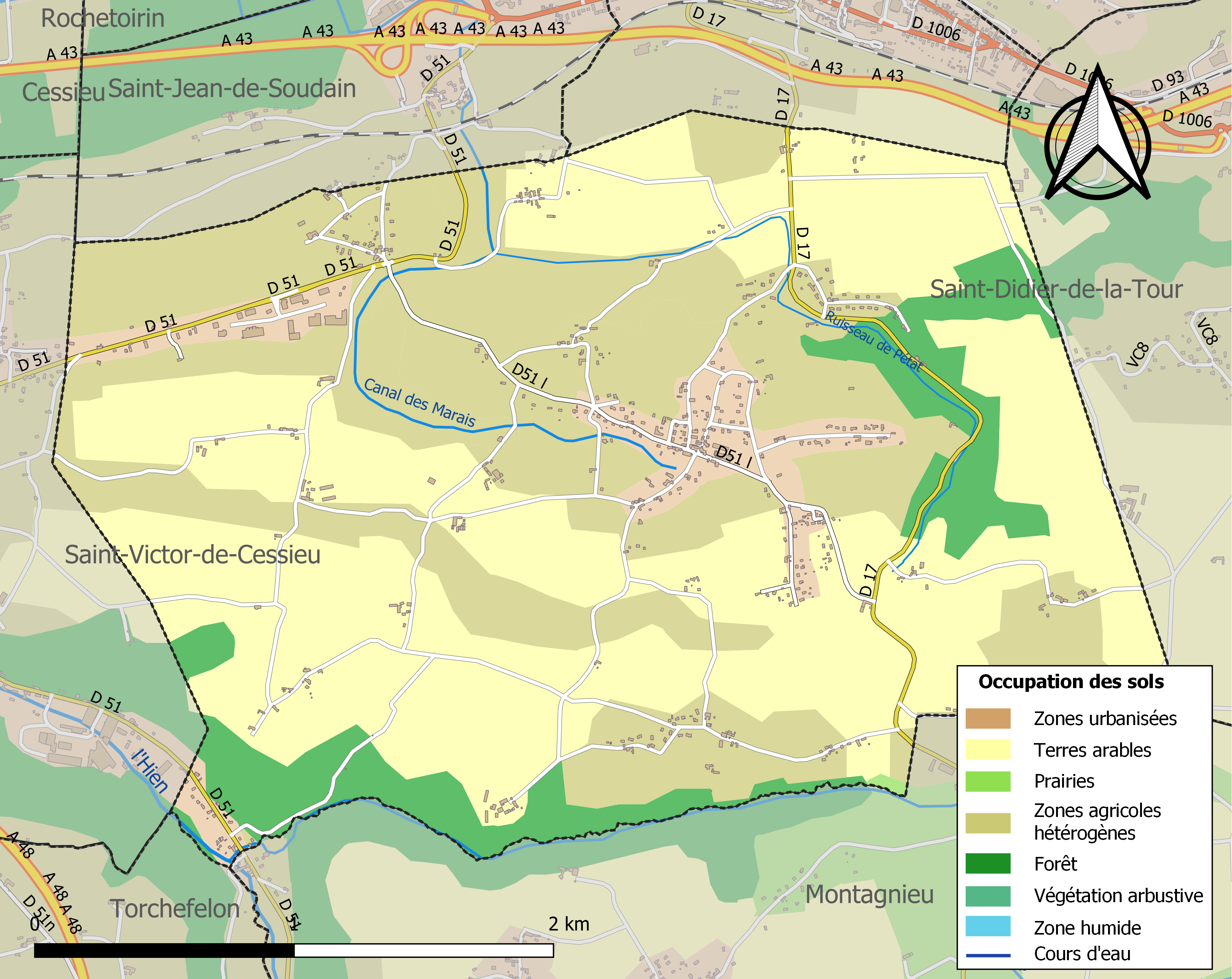
Carte des infrastructures et de l'occupation des sols de la commune en 2018 (CLC).

### Risques naturels

#### Risques sismiques
L'ensemble du territoire de la commune de Sainte-Blandine est situé en zone de sismicité n°3 (sur une échelle de 1 à 5), comme la plupart des communes de son secteur géographique.
| Type de zone | Niveau            | Définitions (bâtiment à risque normal) |
| ------------ | ----------------- | -------------------------------------- |
| Zone 3       | Sismicité modérée | accélération = 1,1 m/s2                |

## Toponymie
Selon André Planck, auteur du livre L'origine du nom des communes du département de l'Isère, le nom de la commune est lié à Blandine de Lyon dont l'iconographie nous relate qu'elle fut martyrisée durant le mois de juillet 177 sous l'empereur Marc Aurèle.

## Histoire

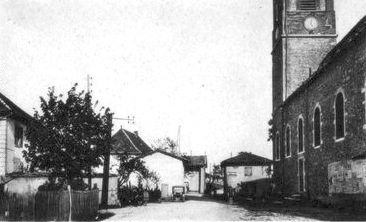
Place de l'église au début du XXe siècle.

### Préhistoire et Antiquité
Le secteur actuel de la commune de Sainte-Blandine et du Bas-Dauphiné se situe à l'ouest du territoire antique des Allobroges, ensemble de tribus gauloises occupant l'ancienne Savoie, ainsi que la partie du Dauphiné, située au nord de la rivière Isère.

## Politique et administration

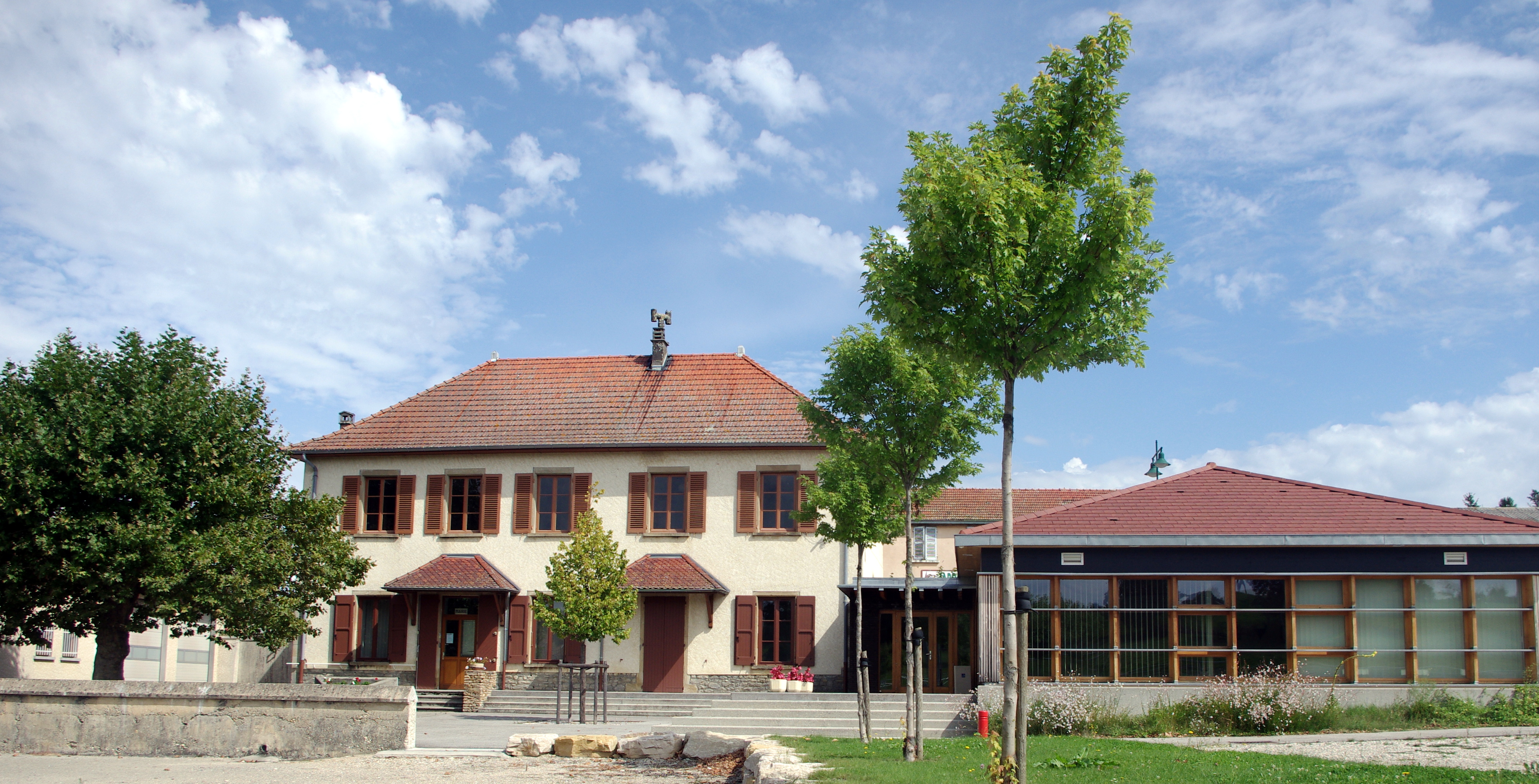
La mairie.

### Administration municipale
En 2019, à la suite de la démission d'un élu, le conseil municipal n'est composé que de quatorze membres (neuf hommes et cinq femmes) dont un maire, trois adjoints au maire et dix conseillers municipaux.

### Liste des maires
| Période                                  | Période  | Identité        | Étiquette | Qualité       |
| ---------------------------------------- | -------- | --------------- | --------- | ------------- |
| mars 2008                                | En cours | Jacques Garnier | SE        | Fonctionnaire |
| Les données manquantes sont à compléter. |          |                 |           |               |

## Population et société

### Démographie
L'évolution du nombre d'habitants est connue à travers les recensements de la population effectués dans la commune depuis 1793. Pour les communes de moins de 10 000 habitants, une enquête de recensement portant sur toute la population est réalisée tous les cinq ans, les populations de référence des années intermédiaires étant quant à elles estimées par interpolation ou extrapolation. Pour la commune, le premier recensement exhaustif entrant dans le cadre du nouveau dispositif a été réalisé en 2007.

En 2022, la commune comptait 1 020 habitants, en évolution de +5,15 % par rapport à 2016 (Isère : +3,07 %, France hors Mayotte : +2,11 %).
| 1793 | 1800 | 1806 | 1821 | 1831 | 1836 | 1841 | 1846 | 1851 |
| ---- | ---- | ---- | ---- | ---- | ---- | ---- | ---- | ---- |
| 716  | 678  | 671  | 706  | 773  | 803  | 801  | 814  | 906  |

| 1856 | 1861 | 1866 | 1872 | 1876 | 1881 | 1886 | 1891 | 1896 |
| ---- | ---- | ---- | ---- | ---- | ---- | ---- | ---- | ---- |
| 881  | 541  | 835  | 807  | 840  | 795  | 775  | 736  | 733  |

| 1901 | 1906 | 1911 | 1921 | 1926 | 1931 | 1936 | 1946 | 1954 |
| ---- | ---- | ---- | ---- | ---- | ---- | ---- | ---- | ---- |
| 674  | 628  | 626  | 604  | 585  | 600  | 589  | 571  | 576  |

| 1962 | 1968 | 1975 | 1982 | 1990 | 1999 | 2006 | 2007 | 2012 |
| ---- | ---- | ---- | ---- | ---- | ---- | ---- | ---- | ---- |
| 587  | 491  | 482  | 666  | 747  | 764  | 892  | 910  | 918  |

| 2017 | 2022  | - | - | - | - | - | - | - |
| ---- | ----- | - | - | - | - | - | - | - |
| 977  | 1 020 | - | - | - | - | - | - | - |

### Enseignement
La commune est rattachée à l'académie de Grenoble.

### Médias
Historiquement, le quotidien à grand tirage Le Dauphiné libéré consacre, chaque jour, y compris le dimanche, dans son édition du Nord-Isère, un ou plusieurs articles à l'actualité du canton et quelquefois de la commune, ainsi que des informations sur les éventuelles manifestations locales, les travaux routiers, et autres événements divers à caractère local.
La commune est située sur l'aire de diffusion de radio Ici Isère, une radio publique qui émet sur tout le territoire du département de l'Isère.

### Cultes
La communauté catholique et l'église de Sainte-Blandine (propriété de la commune) dépendent de la paroisse Sainte-Anne qui est, elle-même, rattachée au diocèse de Grenoble-Vienne.

## Culture et patrimoine

### Lieux et monuments
- Le Château de Tournin, bien que situé sur le territoire de La Tour-du-Pin, se situe sur un domaine longeant en grande partie le territoire blandinois.
- Le château de Cuirieu (dont le domaine est partage entre Sainte-Blandine et la commuen de Saint-Jean-de-Soudain) date de la fin XVIe siècle[26]. L'édifice est inscrit au titre des monuments historiques par arrêté du 22 janvier 1955, avec ses communs et son jardin à la française[27].
- Le château de Marlieu date de la fin XVIIIe siècle
- L'église Sainte-Blandine de Sainte-Blandine

Quelques photos de lieux et monuments de Sainte-Blandine
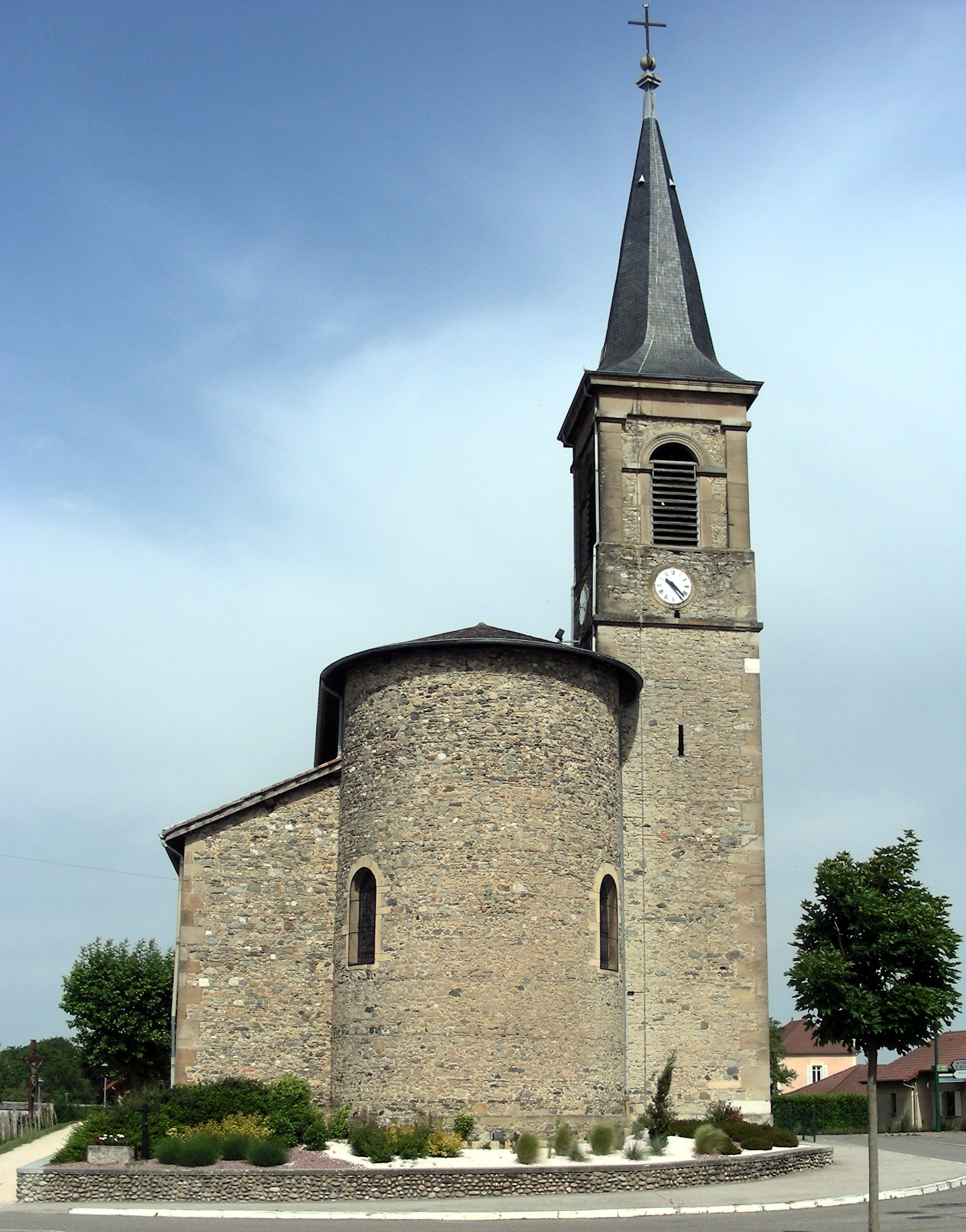
L'église.
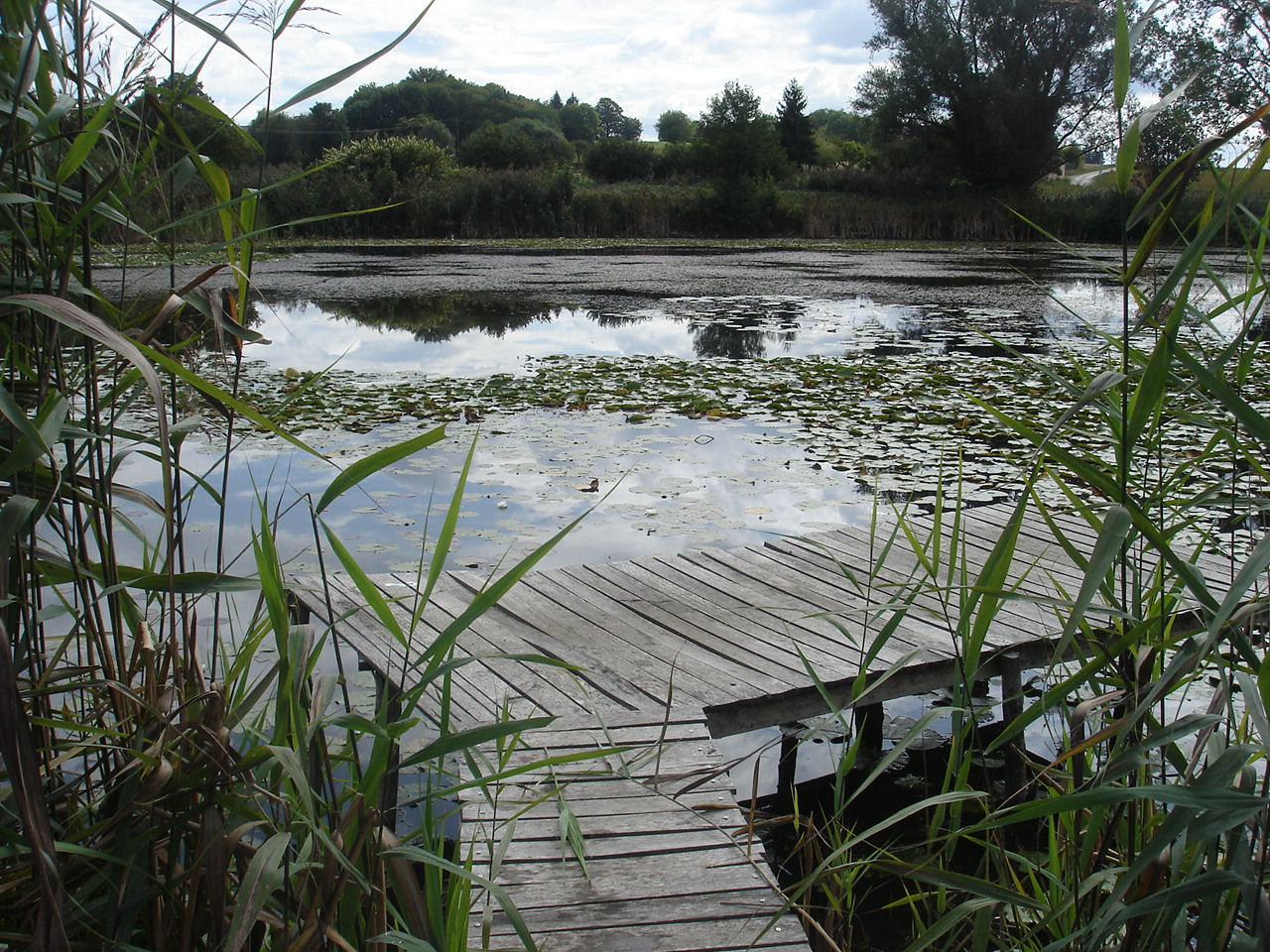
L'étang.
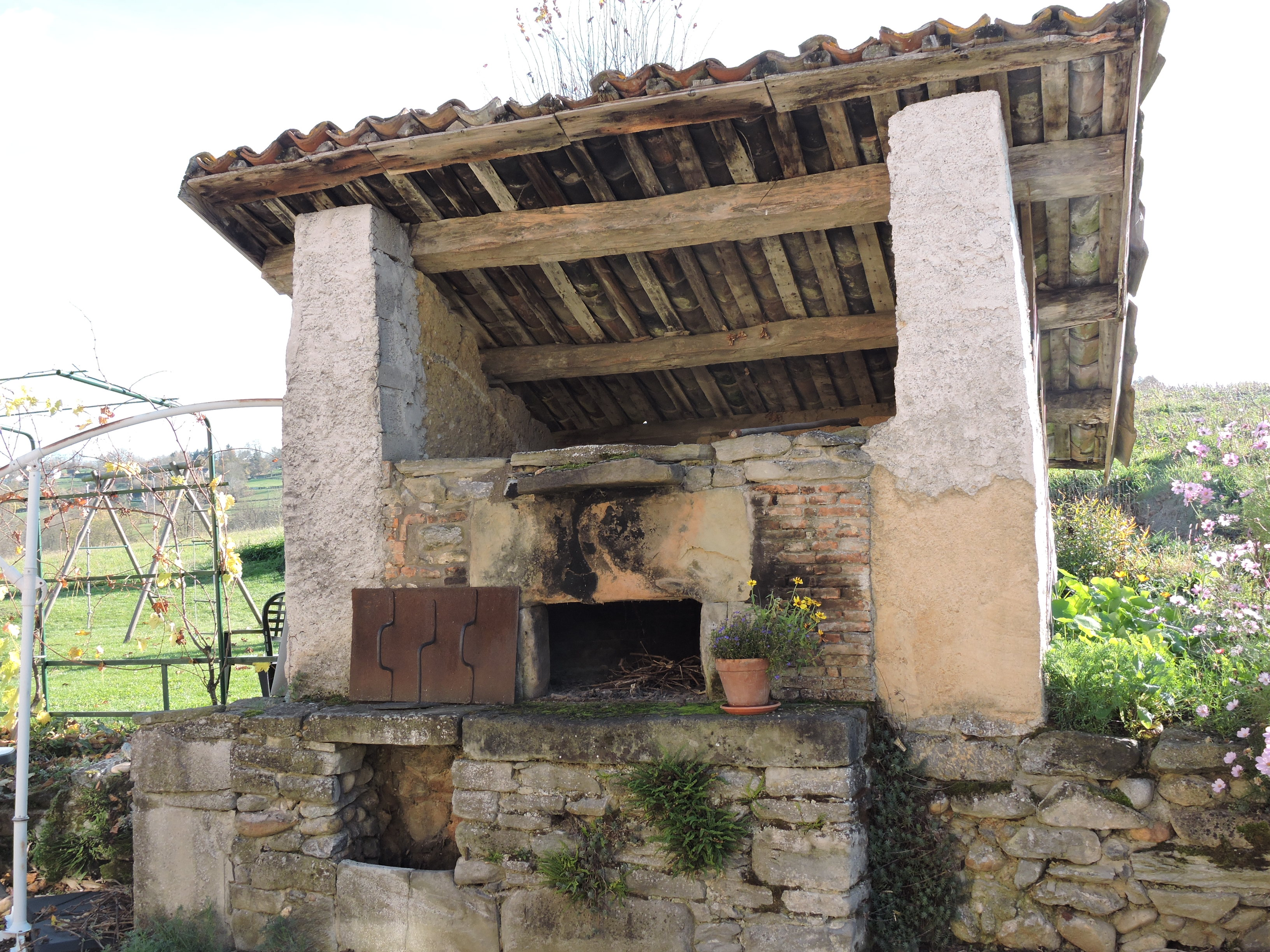
Vieux four.
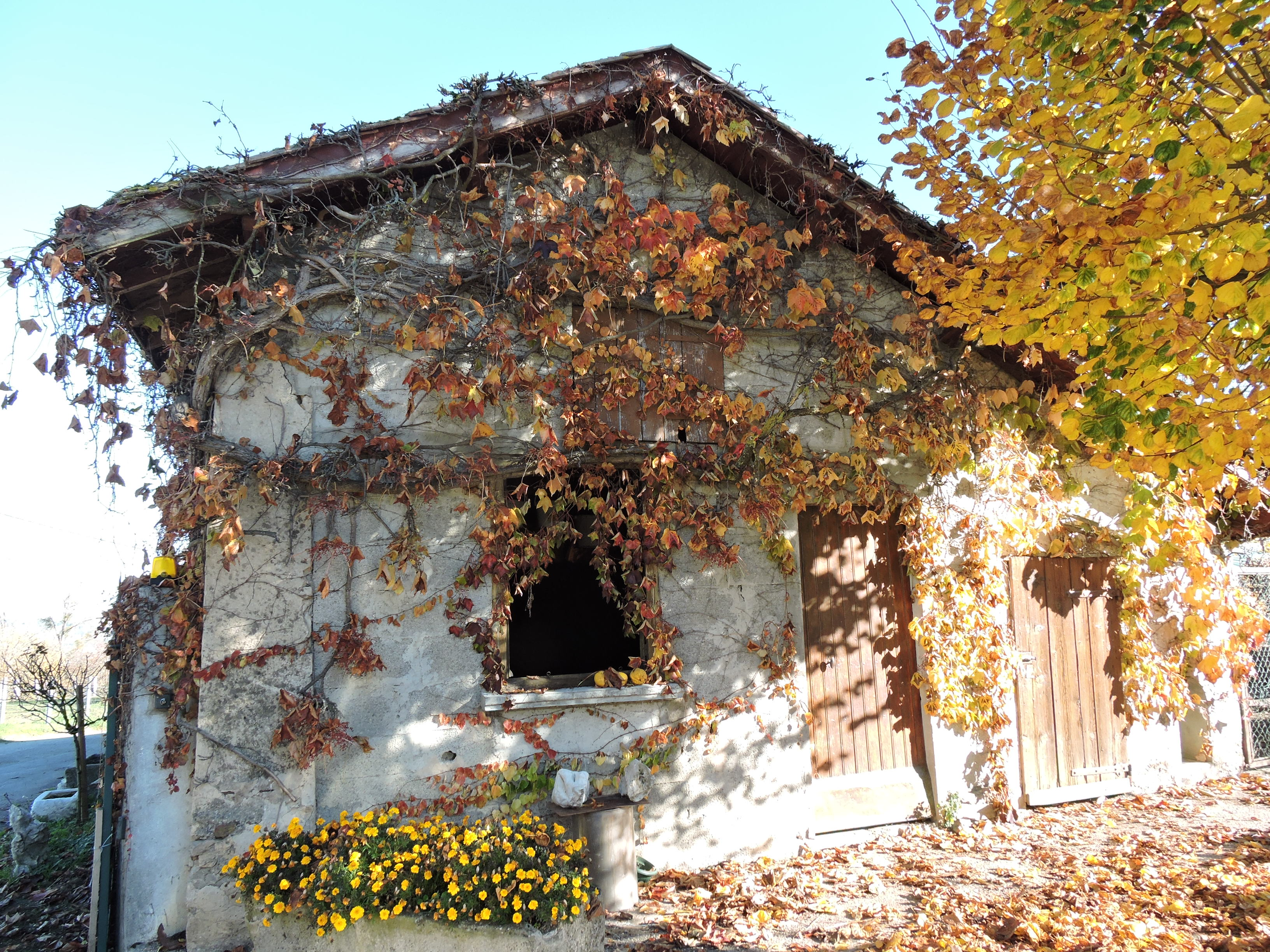
Autre four de la commune

### Personnalités liées à la commune
- Blandine de Lyon  a donné son nom au village.
- André Cognat, aventurier et conférencier. Il vit avec les indiens Oynpis et Wayana, à plusieurs heures de pirogue de Maripasoula, en Guyane française.

### Héraldique
|  | Sainte-Blandine (Isère) possède des armoiries dont l'origine et le blasonnement exact ne sont pas disponibles. |